# 5-й пехотный полк (Австро-Венгрия)
5-й Венгерский пехотный полк (нем. Ungarisches Infanterie-Regiment Nr. 5) — венгерский пехотный полк Единой армии Австро-Венгрии.

## История
Образован в 1762 году. Носил имя с 1805 по 1808 5-го пехотного полка Австрийской империи. Его покровителями в разное время были Людвиг II Баварский, Луиш I Португальский, Вильгельм фон Браумюллер и барон Вильгельм фон Клобучар. Полковой цвет — розовый. Штаб-квартира — Сату-Маре. Национальный состав на 1914 год: 58% — венгры, 39% — румыны, 3% — прочие национальности.
Состоял из 4 батальонов: 1-й (базировался в Прешове), 2-й (Роготица), 3-й (Сату-Маре) и 4-й (Сабинов). В ходе так называемых реформ Конрада с июня 1918 года число батальонов было сокращено до трёх, и 4-й батальон был расформирован.

## Командиры
- 1873: полковник Конрад Медерер фон Медерер унд Вутвер
- 1903—1907: полковник Симон Швердтнер, рыцарь фон Швертбург
- 1908—1909: полковник Виктор Хальвар
- 1910—1912: полковник Генрих Понграч де Сент-Миклош и Овар
- 1913—1914: полковник Лоренц Фрауенбергер